# Mausoleum Abbas I.
Das Mausoleum Abbas I. (persisch آرامگاه شاه عباس بزرگ Aramgah-e Schah Abbas-e bosorg, IPA:  [ɑɾɑmgɑh ɛ ʃɑh æbbɑs ɛ bozorg]) ist die Grabstätte des persischen Safawiden-Königs Abbas I. Das Mausoleum befindet sich in der iranischen Stadt Kaschan. Die Inschrift auf dem Mihrab datiert den ursprünglichen Bau auf das 12. Jahrhundert. Dieser wurde in der Safawiden-Ära erweitert. Das Gebäude wurde aufgrund einer Fatwa zerstört und durch ein neues ersetzt.
Im südwestlichen Portikus befindet sich ein schwarzer rechteckiger Stein, dessen Herkunft im Kaukasus lokalisiert wird.